# باغ زمستانی

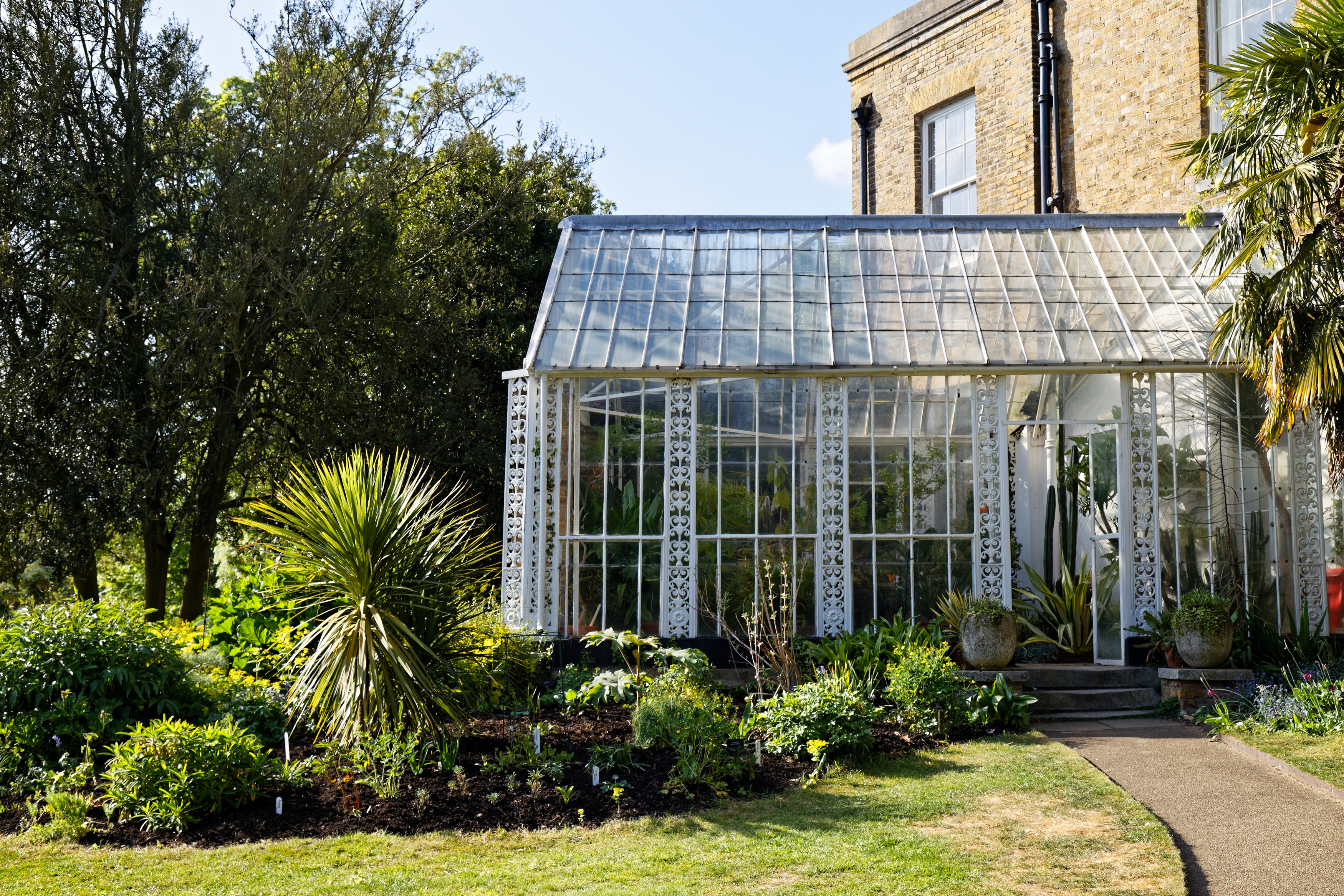
باغ زمستانی در خانه میدلتون، محله لندن انفیلد، انگلستان

باغ زمستانی نوعی باغ است که در زمستان نگهداری می‌شود.
سبزیجات رایج باغ زمستانی عبارتند از:
- چندین نژاد کلم مقاوم در برابر زمستان
- نژادهای خاص بروکلی مقاوم در برابر زمستان
- چاودار زمستانه در جایی که یک باغ تابستانی باشد کشت می‌شود تا از زمین در برابر علف‌های هرز محافظت شود و زمانی که در بهار سال آینده مستقیماً در خاک کشت شود، خاک اصلاح شود.
- چغندر
- هویج
- آلیوم‌ها - پیاز، پیازچه و خویشاوندان آنها همیشه‌سبز هستند، اگرچه برخی ممکن است در طول زمستان بمیرند و در بهار بهبود یابند.
- پونه کوهی (از جمله مرزنجوش) - شناخته شده است که به سختی در زمستان تا پهنه ۵ زنده می‌ماند.